# Disporopsis undulata
Disporopsis undulata är en sparrisväxtart som beskrevs av Michio Tamura och Ogisu. Disporopsis undulata ingår i släktet Disporopsis och familjen sparrisväxter. Inga underarter finns listade i Catalogue of Life.